# Sappl
Sappl ist ein Dorf am Millstätter Berg in der Gemeinde Millstatt im Bezirk Spittal an der Drau in Kärnten. Die Ortschaft liegt auf ca. 840 m ü. A. auf einem Hochplateau rund 150 m über dem Millstätter See am Fuße der Millstätter Alpe / Nockberge und ist über die B 98 von Dellach oder via Obermillstatt (L 17) erreichbar (Entfernung zur Tauern Autobahn A 10 / Knoten Spittal-Millstätter See 12 km). Unmittelbar benachbarte Orte sind Matzelsdorf, Lammersdorf und Dellach. Von 1889 bis 1973 gehörte Sappl zur Gemeinde Obermillstatt.

## Lage und Wirtschaft

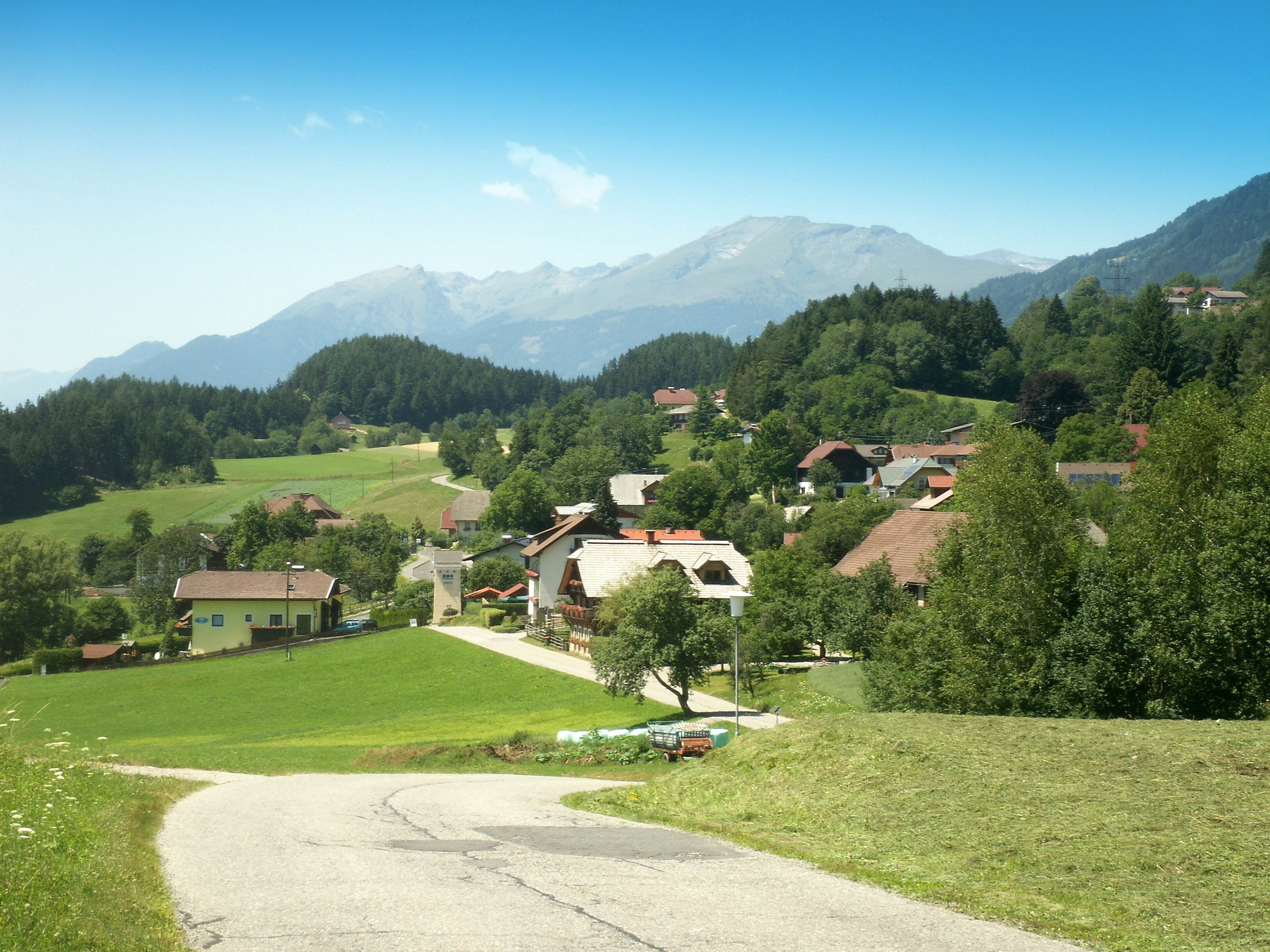
Millstätter Berg bei Sappl gegen Westen

Wie die umliegenden Siedlungen ist der Ort, zuletzt mit 269 Einwohnern, ein noch bäuerlich strukturiertes Erholungsdorf. Neben einigen Beherbergungsbetrieben gibt es noch fünf Vollerwerbsbauern und einen Reiterhof. Gastronomiebetriebe gibt es nicht mehr in Sappl, lediglich im benachbarten Matzelsdorf. Durch das Dorf fließt der Sapplbach oder Mühlbach, der in den Millstätter See entwässert. Das Ortsgebiet verteilt sich auf die Katastralgemeinden Obermillstatt und Matzelsdorf. Kirche und Friedhof liegen in Matzelsdorf.
Die Anbindung an den öffentlichen Personennahverkehr erfolgt über den Postbus, der den Ort auf seiner Route von Spittal aus mehrmals täglich anfährt. Im Ort gibt es keine Straßenbezeichnungen, sondern nur Hausnummern, nach denen sich Einwohner, Postboten, Lieferanten und Besucher orientieren müssen.

## Klima
Kärnten befindet sich in der gemäßigten Klimazone Mitteleuropas, wobei der Alpenhauptkamm eine deutliche Wetterscheide ist. Das Klima wird durch die Lage nach Süden, durch das Relief und andere lokale Gegebenheiten stark modifiziert, so dass das Klima sehr kleinräumig strukturiert ist. Der Niederschlag folgt dem mitteleuropäischen Muster mit Niederschlagsminima im Winter und Maxima im Sommer. Der Niederschlag im Sommer erfolgt vielfach über Starkregen, besonders Gewitter. Seine nach Süden offene Beckenlage und den Schutz gegen Nordwinde führen am Millstätter Berg zu mehr Sonnenstunden als sonst in Oberkärnten.

## Geschichte

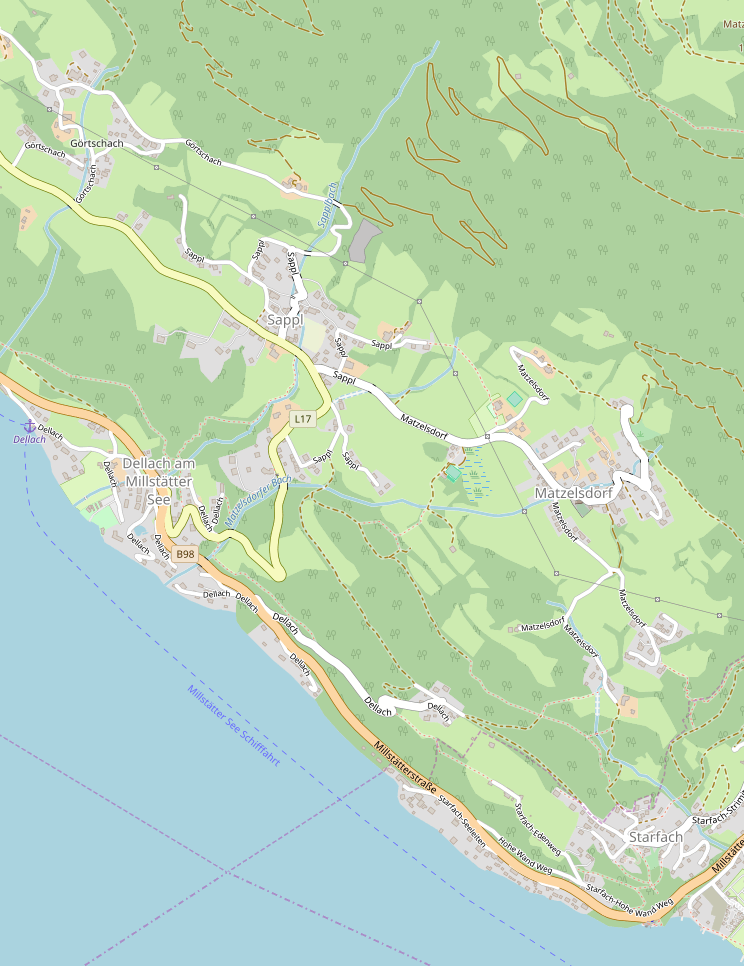
Sappl und umliegende Orte bei [http://www.openstreetmap.org/?lat=46.79209&lon=13.62047&zoom=16&layers=M www.openstreetmap.org

### Die Feuersteinklinge von Sappl

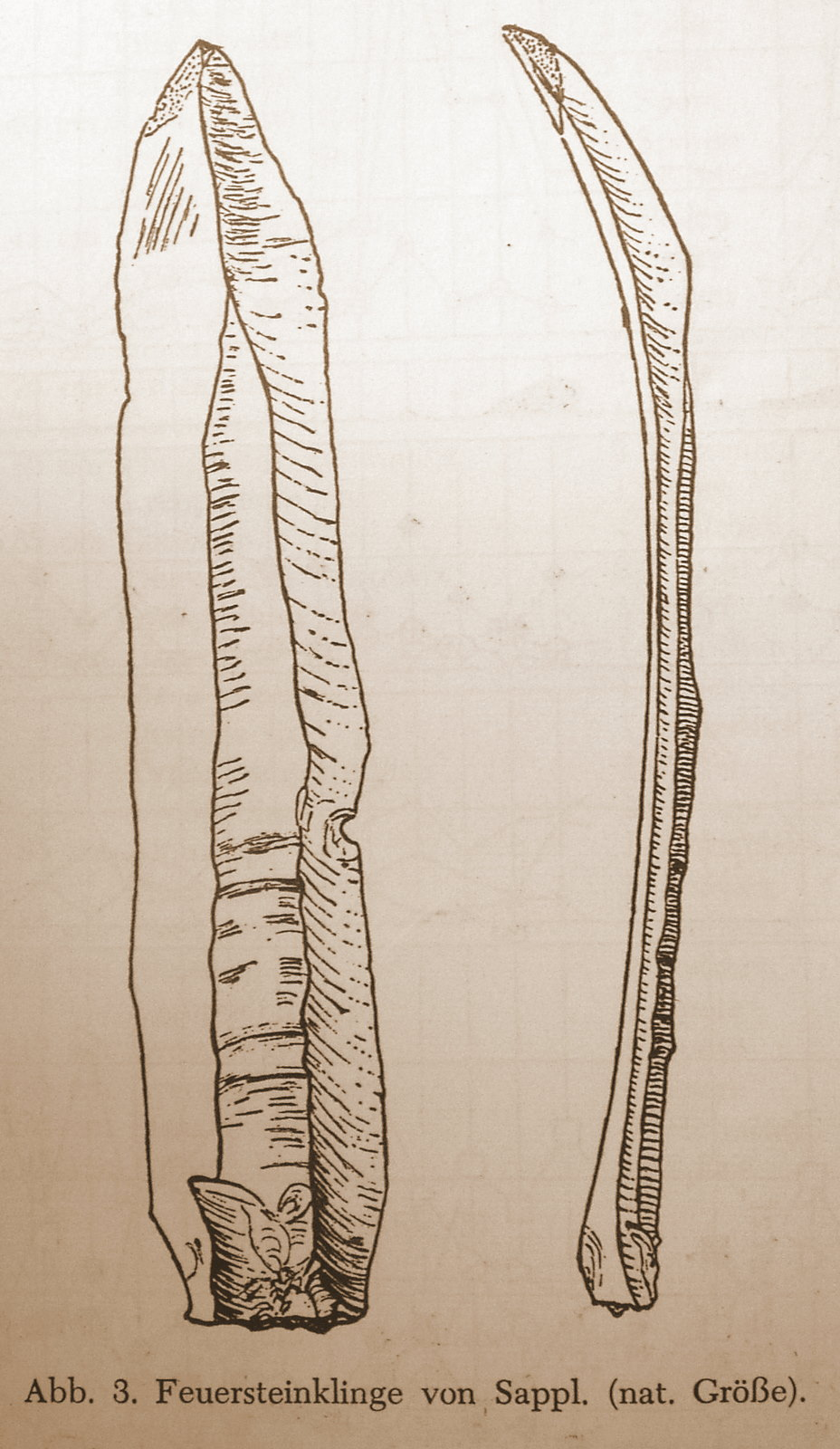
Feuersteinklinge von Sappl (um 4500 v. Chr.)

Im Frühjahr 1948 fand ein Landarbeiter bei Grabungsarbeiten für die Entwässerung des Riedmooses etwa einen Kilometer westlich von Sappl am Grundstück des Landwirts Alois Palle vlg. Veidlbauer eine besonders geformten Steinklinge, die er vorerst als Brieföffner benutzte. Dies wurde dem Hobbyarchäologen Simon Steinwender, Gymnasialdirektor in Spittal an der Drau bekannt, der die Bedeutung des Fundes erahnte und zur fachlichen Beurteilung an das Urgeschichtliche Institut der Universität Wien sandte. Die 11 cm lange, leicht gekrümmte, besonders schöne Feuersteinklinge (Silex) war eine kleine Sensation, da dieser Typus in Kärnten bis dato nicht gefunden wurde. Da Fundort und Fundtiefe noch genau bekannt waren – eine Altersbestimmung Steinfunden ist ohne Beifunde fast unmöglich – konnte die Fundstelle mittels Pollenanalyse genau untersucht werden. Typologisch ist die hervorragend geschlagene Klinge aus bräunlich-grauen Feuerstein nicht einzuordnen. Dieses Steinzeitmesser wird, „selbst nach vorsichtiger Interpretation mit mindestens 4.500 Jahre v. Chr. datiert“. Da im Moor ein Siedlungsplatz unwahrscheinlich ist, wurde die Klinge vermutlich von einer höheren Stelle abgespült. Ausgehend von der Fundstelle wurden mögliche Steinzeitsiedlungen gesucht. Zwei der für die Gegend typischen eiszeitlichen Gletscherkuppen liegen nicht weit entfernt. Als naher Siedlungsplatz käme am ehesten der ab der Fundstelle ansteigende Sauterbichl in Frage. Wie die Pollenanalyse ergab, sind die terrassenförmig zum vlg. Keuschpeter hin ansteigenden Felder seit rund 5.000 Jahren bewirtschaftet. Die Kuppe südlich von Görtschach ist relativ flach und schwer zu befestigen. Während auf diesen Kuppen keine Siedlungsreste aufzufinden waren, wurde man etwa eineinhalb Kilometer weiter westlich fündig. Anfang der 1950er grub man die ältesten Siedlungsspuren Oberkärntens am „Mentepichel“ oder „Schanzkogel“ bei Lammersdorf aus. Die jungsteinzeitliche Siedlung wird mit einem Alter von 3.000 bis 1900 v. Chr. datiert.

### Mittelalter und Neuzeit

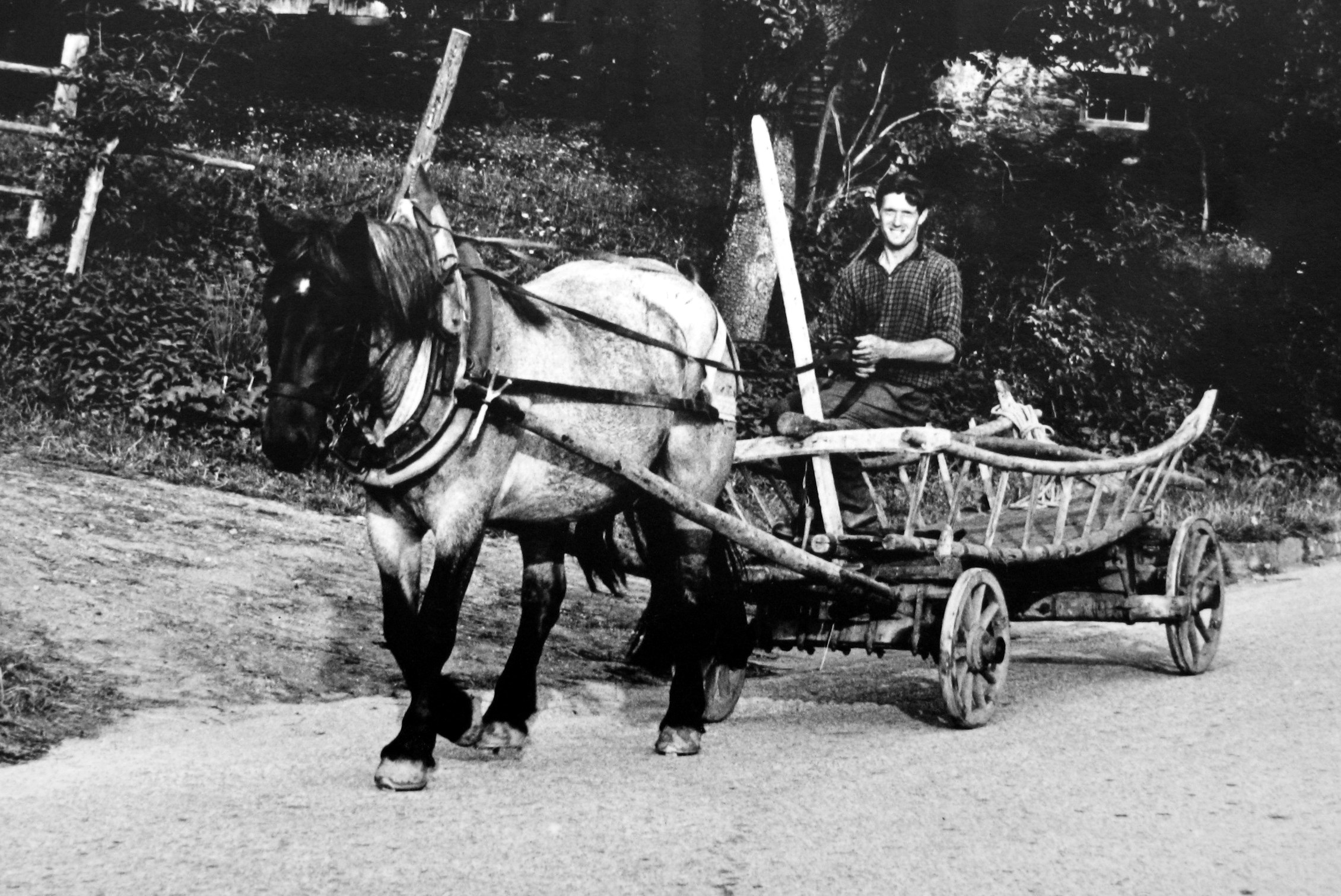
Letzte Pferdefuhrwerke in den 1960er Jahren

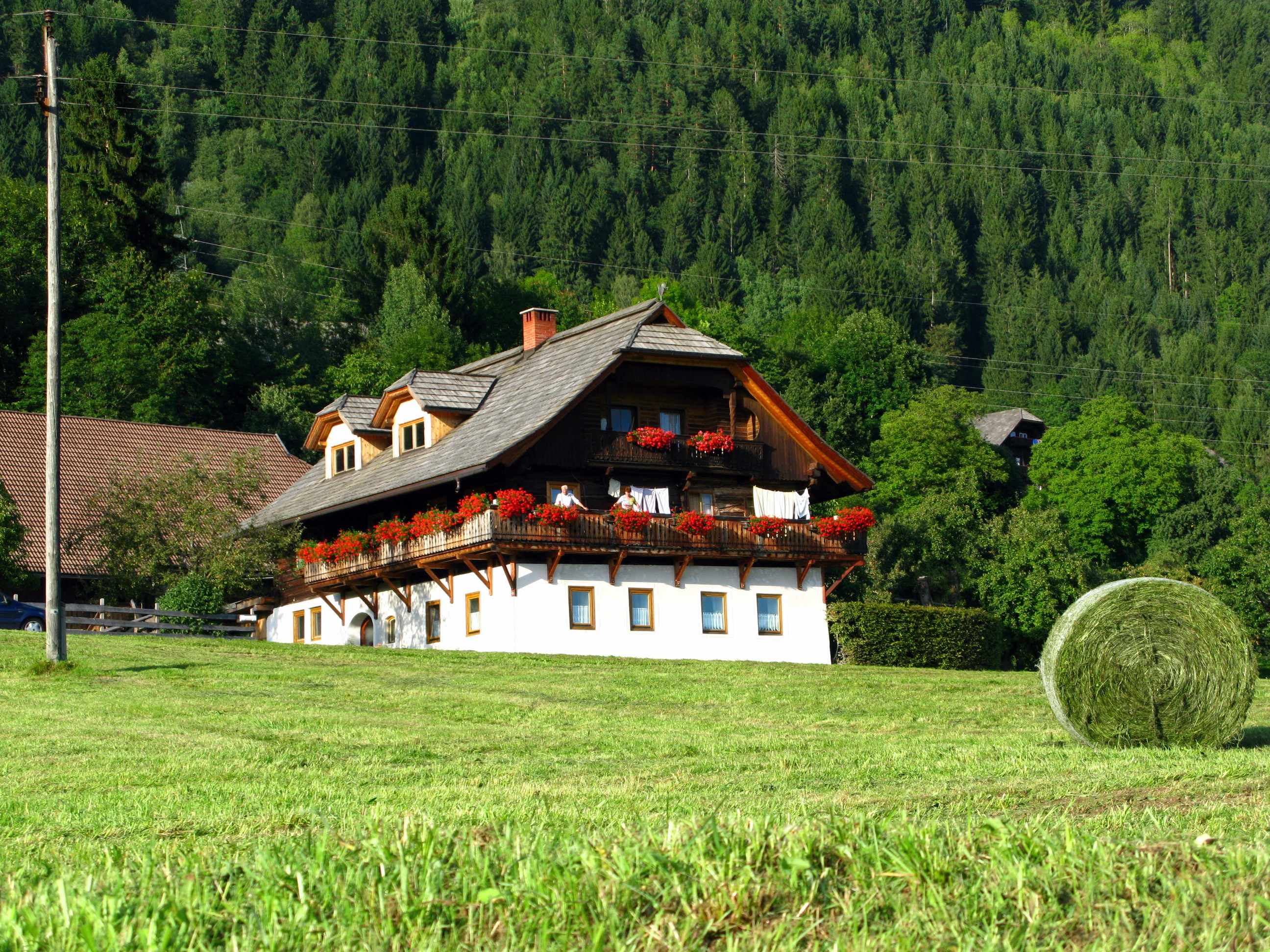
Bauernhof "Hofer" in Sappl

Aus der Zeit der römischen Provinzialkultur liegen bis dato keine Funde aus Sappl vor. Aufgrund der topographischen Lage kann man von einer kleinen Siedlung ausgehen, da der Ort an der alten Römerstraße zwischen Turrach und Teurnia an einem Bach liegt. Die frühesten mittelalterlichen Funde stammen aus der Zeit von 500 bis 1000 n. Chr. Unweit der heutigen Landstraße wurden Gräber des „Karantanischen Typs“, charakterisiert durch die Verwendung einfärbiger Emailschmuckstücke (Broschen, Ohrgehänge) meist mit Tierdarstellungen, gefunden.
Erstmals urkundlich erwähnt wird Sappl als villa Saepl im Jahre 1286. Der seltene Ortsname geht vermutlich auf den althochdeutschen Personennamen Segi(n)palt zurück. Eine Namensähnlichkeit gibt es nur mit der Einschicht Sämpel (gespr. Sanpe) bei Rennweg. Eine alte Schreibweise war Säpl. Bis in die Nachkriegsjahre wurde gelegentlich auch Sappel oder Sapl geschrieben.
Als älteste Hofstelle wird der Stegg- oder Stöggbauer, heute Steggaber vermutet, ein Hof der vor Hochwasser geschützt auf einem Hügel oberhalb des Dorfes liegt. Die dazugehörende Mühle und eine Säge waren unten weiter beim Dorf. Das 1913 vollständig abgebrannte Holzgebäude wurde durch einen Steinbau ersetzt. Nicht weit davon gab es einen ebenfalls abgebrannten, jedoch nicht mehr aufgebauten Unter-Steggaber. Wenn im ersten erhaltene Hofverzeichnis von 1470 von einem Gotfrid, Fischer, dint von aim lehen zu Stegka und einem Cristian zu Stegka, dint von ainer huben ... idem aber von ainem lehen die Rede ist, sind wohl diese Höfe gemeint. Der Urbar der St. Georgs-Ritter weist für Sappl sieben Hüben, sieben Lehen, eine Schwaige und einen Acker aus. Da die Aufzählung praktisch alle Sappler Bauernhöfe aufweist, dürfte die gesamte Ortschaft schon Gründungsbesitz des Stiftes Millstatt gewesen sein. Von 1598 bis 1773 war der Ort Teil der Millstätter Jesuitenherrschaft. Diese vor über 530 Jahren gemachte Bestandserhebung stimmt bei den größeren Höfen, den Huben bis heute fast genau überein. Die größeren Bauern sind oder waren Ambros, Dietrich, Hofer, Kasperle, Palle, Samer, Stöggaber und Veitel. Die Lehen werden vermutlich die Hofstellen von Linder, Keuschler, Moser und Roggenig umfassen. Die Schwaige ist der Leitsberghof. Das älteste bestehende Gebäude könnte der „Hofer“ ein Paarhof mit Pfeilerstadl und Säge sein, der vor ca. 450 Jahren erbaut wurde. Ab 1788 gab es infolge der Einführung der Schulpflicht durch Maria Theresia im Pfarrhof Obermillstatt die erste Volksschule am Millstätter Berg (Dauer damals: 6 Jahre). Laut „Chronik des Schulhauses Obermillstatt“ soll es aber schon 110 Jahre vorher, also um 1678, eine Art (landwirtschaftliche) Winterschule beim vlg Hofer gegeben haben.
| Höfe, Häuser und Einwohner 1470 bis 2001 | Höfe, Häuser und Einwohner 1470 bis 2001 | Höfe, Häuser und Einwohner 1470 bis 2001 | Höfe, Häuser und Einwohner 1470 bis 2001 | Höfe, Häuser und Einwohner 1470 bis 2001 | Höfe, Häuser und Einwohner 1470 bis 2001 | Höfe, Häuser und Einwohner 1470 bis 2001 | Höfe, Häuser und Einwohner 1470 bis 2001 | Höfe, Häuser und Einwohner 1470 bis 2001 | Höfe, Häuser und Einwohner 1470 bis 2001 | Höfe, Häuser und Einwohner 1470 bis 2001 |
| ---------------------------------------- | ---------------------------------------- | ---------------------------------------- | ---------------------------------------- | ---------------------------------------- | ---------------------------------------- | ---------------------------------------- | ---------------------------------------- | ---------------------------------------- | ---------------------------------------- | ---------------------------------------- |
|                                          | 1470                                     | 1817                                     | 1857                                     | 1869                                     | 1951                                     | 1961                                     | 1971                                     | 1981                                     | 1991                                     | 2001                                     |
| Höfe / Häuser                            | 15                                       | 13                                       | 13                                       | 13                                       | 23                                       | 39                                       | 60                                       | 64                                       | 74                                       | 81                                       |
| Einwohner                                |                                          | 107                                      | 96                                       | 107                                      | 152                                      | 161                                      | 184                                      | 167                                      | 183                                      | 269                                      |
| Einwohner pro Haus                       |                                          | 8                                        | 7                                        | 8                                        | 7                                        | 4                                        | 3                                        | 3                                        | 3                                        | 3                                        |

Vom 15. bis zum 19. Jahrhundert hat sich die Zahl der Hofstellen nicht erhöht, sondern ist sogar leicht zurückgegangen. Wahrscheinlich gingen kleinere Höfe in größeren auf. Der höchste Hof am Leitsberg in 1.174 m Seehöhe scheint durchgehend bewohnt gewesen zu sein, da er 1770 bei der Einführung der Hausnummern 1 erhielt. Seit der zweiten Hälfte des 20. Jahrhunderts hat sich die Anzahl der Häuser vervielfacht. Bis in die 1950er Jahre lebten rund acht Familienangehörige im Haus (Dienstboten wurden in der historischen Statistik nicht berücksichtigt). Heute sind es nur mehr rund drei.

### Weltkriege
Zwar hatte der Ort in den Weltkriegen nie unter direkten Kampfhandlungen zu leiden, aber die Kriegerdenkmäler in Obermillstatt zeigen, dass jede Familie tote Soldaten zu beklagen hatte. Anfang der 1920er Jahre gab es Opfer der Spanischen Grippe. Zeitzeugen berichten noch von der Geldentwertung nach dem Ersten Weltkrieg, der Weltwirtschaftskrise ab 1929, die steigenden Arbeitslosigkeit und dem aufkommenden Nationalsozialismus. Im Austrofaschismus (1933–1938), der Diktatur der "Schwarzen" wurden Nationalsozialisten, Sozialisten und Kommunisten verfolgt. Man weiß noch von jungen illegalen Nazis, die am Sauterbichl nordöstlich des Ortes in der Nacht Hakenkreuz-Fahnen anbrachten.
In klaren Nächten wurden gelegentlich auf weitum sichtbaren Bergwiesen am Mirnock, Goldeck oder Gmeineck Feuer in Hakenkreuzform abgebrannt. Auch hob man einmal einen Leiterwagen eines katholischen Bauern im Nachbardorf Görtschach auf dessen Holzhüttendach, sodass dieser am nächsten Tag größte Mühe hatte, den Wagen wieder herunter zu bekommen. Mitte der 1930er Jahre verschärfte sich der Konflikt. Um ein Gefühl der latenten Unsicherheit zu erzeugen, schoss man immer wieder aus weiter Entfernung auf das Haus der politischen Gegner.
Ab Mai 1934 gab es im Gebiet um den Millstätter See laufend Kämpfe zwischen den Formationen der Parteien und Festnahmen von Anhängern der NSDAP. In der Nacht zum 29. Juni 1934 gab es erstmals schwere Sachbeschädigungen mit gestohlenem Sprengstoff aus dem Magnesitwerk Radenthein. Zwecks Einschüchterung politischer Gegner sprengten Anhänger der nun verbotenen NSDAP das neuerbaute Wohnhaus des ständestaatlich eingestellten Fabriksarbeiters Stefan Steurer in Dellach, damals zur Gemeinde Obermillstatt gehörend. In derselben Nacht erfolgte der bis dato größte Anschlag in Kärnten, die Sprengung der großen, eisernen Lieserbrücke bei Seebach, wodurch das Millstätter Seegebiet vorübergehend vom Anschluss zur Eisenbahn abgeschnitten war. Die Aktionen waren dezidiert darauf ausgerichtet, auch noch dem Inlandsfremdenverkehr zu schaden. Einen knappen Monat später, zwischen 25. und 30. Juli 1934, gab es einen groß angelegten nationalsozialistischen Umsturzversuch in Österreich. Man geht davon aus, dass Hitler persönlich der Initiator war. Wie in ganz Kärnten gab es auch in Millstatt Kämpfe. Am 27. Juli um vier Uhr morgens kamen ca. fünfzig schwer bewaffnete Nazi-Putschisten auf der Straße aus Radenthein, eröffneten das Feuer und nahmen die zwei Millstätter Gendarmen und fünf Schutzkorps-Leute, die sich ihnen entgegenstellten, gefangen. Sie betätigten die Sirene, um andere auf den Putsch wartende Nazis zu informieren und befreiten die Millstätter und Obermillstätter, die seit den Sprengstoffanschlägen im Gemeindekotter einsaßen. Um fünf Uhr dreißig kamen die ersten 20 Alpenjäger des Bundesheeres aus Spittal, befreiten Gendarmen und Schuko-Leute und vertrieben die Putschisten in die Wälder östlich des Ortes. Sie wagten jedoch keinen Angriff mehr, obwohl sie einstweilen auf ca. 300 Personen aus dem Umland sowie dem Kirchheimer- und Gegendtal angewachsen waren und flüchteten durch die Wälder. Insgesamt starben ein Alpenjäger und zwei Heimwehrmänner. In ganz Österreich wurde der Putsch bis zum 30. Juli niedergeschlagen. Rund 4000 Nationalsozialisten wurden von Militärgerichten abgeurteilt, 13 hingerichtet, viele in Anhaltelager eingewiesen. Aus der Gemeinde Obermillstatt wurden insgesamt sechs Personen, darunter auch Sappler, ins Anhaltelager Wöllersdorf in Niederösterreich deportiert und waren dort ca. ein halbes Jahr in Gefangenschaft. Reichere Nazis, z. B. Wirtshaussöhne, flohen ins Deutsche Reich nach Bayern zur Österreichischen Legion. Das Erliegen des Fremdenverkehrs durch die politischen Kämpfe der Jahre 1933 und 1934 hatte zur Folge, dass die Gemeinde Millstatt mit allen Betrieben in Konkurs ging und unter Zwangsverwaltung der Hypothekenanstalt Klagenfurt gestellt wurde, deren örtlicher Vollstrecker Josef Pleikner war.

### Naturkatastrophen

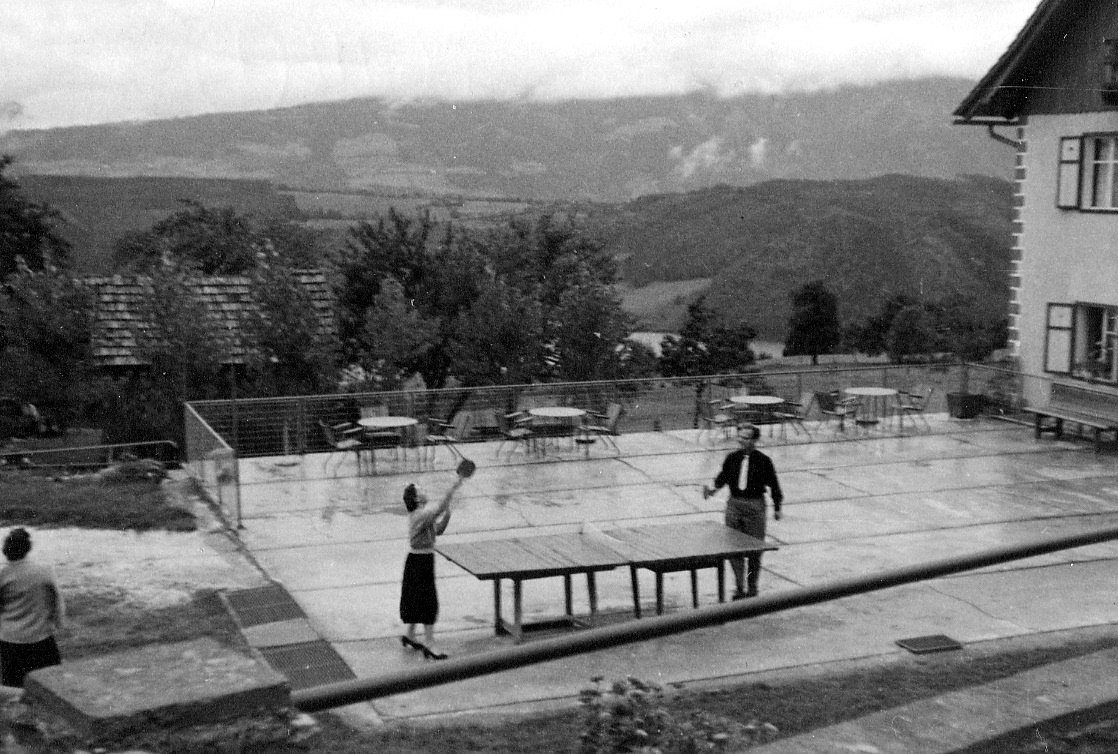
Deutsche Touristen in Sappl 1959

Um Ostern 1975 führt extremer Schneefall mit anschließender Schneeschmelze und Regen vom 5. bis 7. April zu starkem Hochwasser. Oberhalb von Sappl entstand eine ca. 2 ha große muschelförmige Blaike, die vier Wohn- bzw. Wirtschaftsgebäude und Kulturgründe bedrohte. Die enormen Niederschlagsmengen und das Schneeschmelzwasser sowie die vorangegangenen Sprengungen wegen des neu gebauten Almweges hatten den durchschnittenen Steilhang zum Abgleiten gebracht. Ausgedehnte Wiesenflächen östlich von Sappl vermurten, zudem wurden ein Wohnhaus und Wirtschaftsgebäude, Sappl Nr. 4, der Pallehof, eines der ältesten Häuser, verschottert. Über Jahrzehnte war die „Runse von Sappl“ weithin sichtbar, ist nun aber fast zugewachsen. Auch das Hoferbachl, ein rechtsufriger Zubringer des Sonnenhofbaches (Matzeslsdorferbach), trat wie viele kleinere Bäche, aus den Ufern und verschotterte Wiesengelände und beschädigte ein Wohnhaus.

### Tourismus

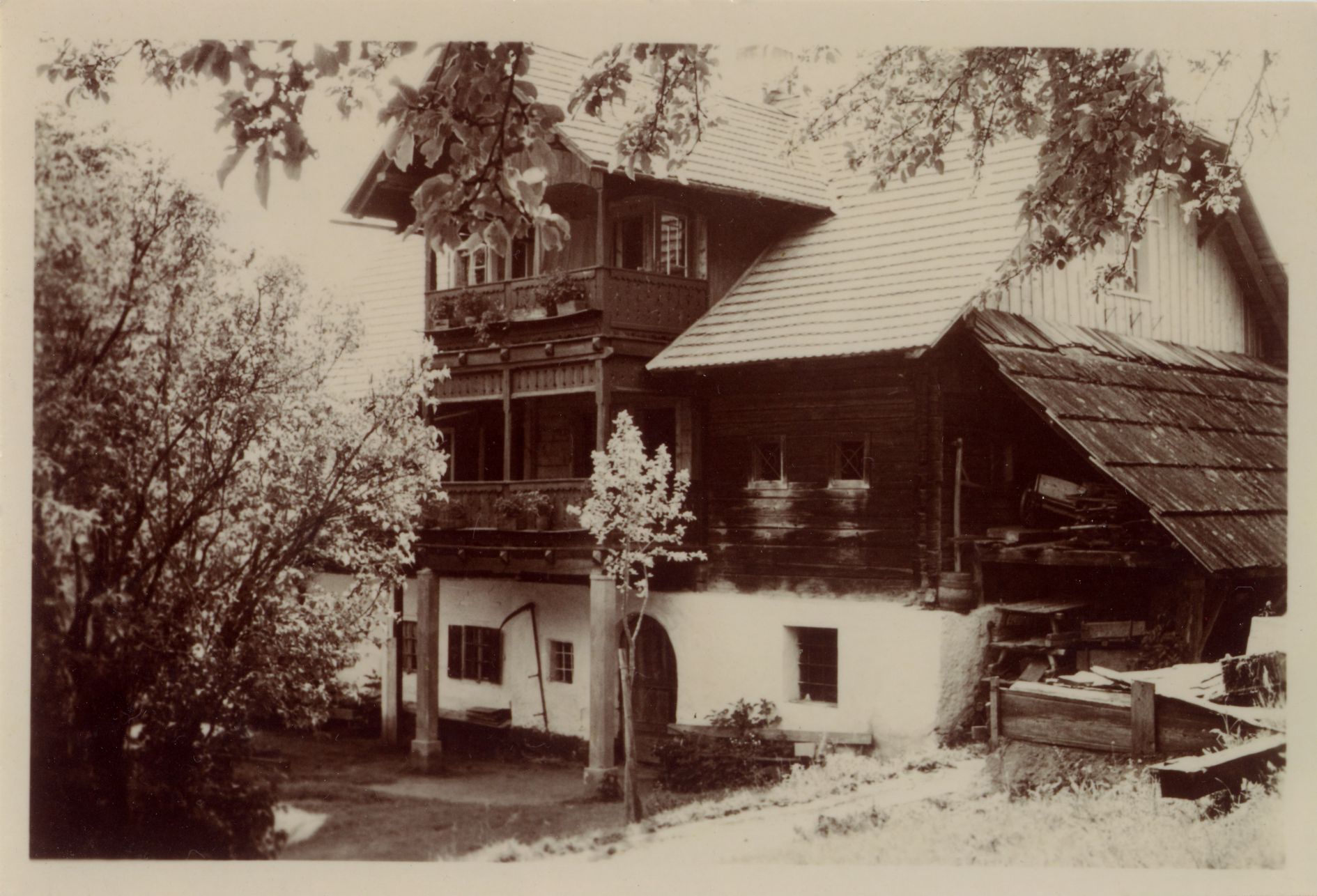
Ambros-Hof in Sappl, erster Hof mit Fremdenzimmer am Millstätter Berg, um 1925

Als Wanderziel der ersten Millstätter Touristen war Sappl schon in den 1880er Jahren populär. In einem Reiseführer wird der heute zum Stöggaber gehörende Bauer „Leitsberger“ mit seiner „prachtv. Aussicht“ aus der „(Großglockner zu sehen)“ ist, hervorgehoben. Die ersten nächtigenden Sommergäste am Berg gab es beim Ambros und Stöggbauer in den 1920er Jahren. Beim Ambros ist heute noch ein Zimmer nach der ersten Wiener Gastfamilie „Giesel“ benannt.
Vom Ortszentrum aus führt eine asphaltierte Straße zur Sappler Alm mit Ambroshütte (gegenwärtig nicht bewirtschaftet), von wo aus Wanderungen zur Matzelsdorfer Alm, die Jufen, die Lammersdorfer Alm oder anderen Bereichen der Millstätter Alpe möglich sind.
Neben den touristischen Betrieben gibt es keine Erwerbsmöglichkeiten. Größere Gewerbebetriebe gibt es nicht. Bis in die 1950er Jahre betrieben Handwerker wie Zimmermänner oder Weber neben ihrem Gewerbe meist auch eine kleine Landwirtschaft. Heute pendelt die berufstätige Bevölkerung nach Radenthein oder in die Bezirkshauptstadt Spittal an der Drau, teilweise auch nach Villach oder Klagenfurt aus. Der wichtigsten industrielle Arbeitgeber ist seit 1907 das Magnesitwerk (RHI) im 10 km entfernten Radenthein.
Die größte Veränderung in der Ortsgeschichte brachte das Automobil. Bis in die 1970er war das Autofahren noch relativ teuer. Wenige Einheimische besaßen ein Auto. Deutsche Touristen kamen in Massen auf den engen, aus touristischer Sicht "romantischen" Straßen. Einstweilen fliegen die Deutschen weiter in Süden auf Urlaub. Die verwinkelten Straßen sind begradigt, mehrere Wohnblocks wurden gebaut und Autos wurden so billig, dass jede Familie mehr als eines besitzt. Obwohl es in Sappl noch nie so viele Einwohner gab, verschlechtert sich dennoch die Nahversorgung. Aufgrund der Mobilität der Einwohner war weder das Einzelhandelsgeschäft noch das Gasthaus rentabel zu betreiben.

## Gemeinschaft

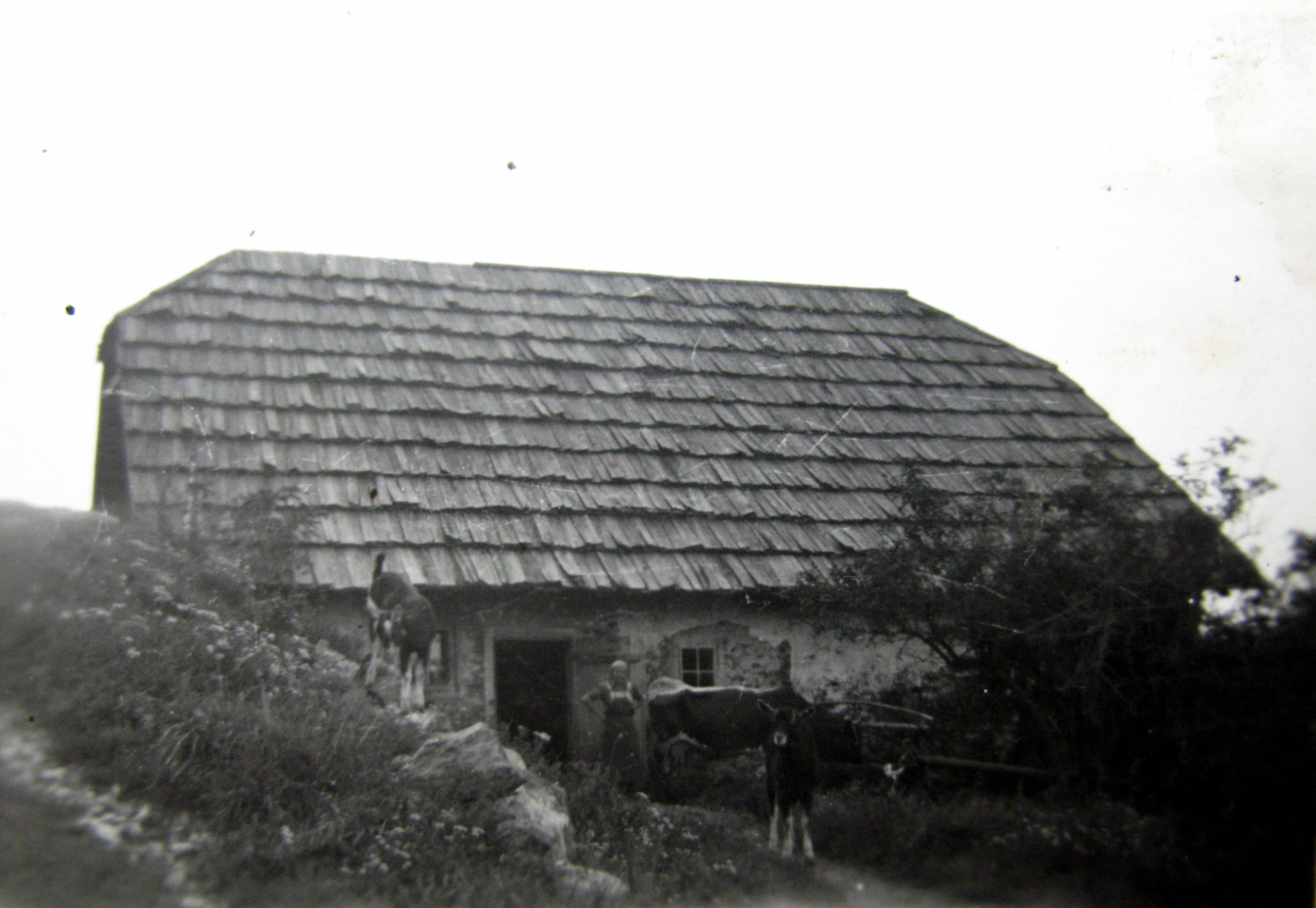
Höchstgelegener Hof, Sappl Nr. 1, heute eine Alm

Im sozialen Leben sind Matzelsdorf und Sappl vielfach eng verbunden. Der älteste Verein ist die Freiwillige Feuerwehr Sappl-Matzelsdorf, die 1890 gegründet wurde. Kirchlich gehört der Ort zu Matzelsdorf, seit 1999 eine Filialkirche von Obermillstatt, vorher von Döbriach, das wiederum bis 1786 Teil der Urpfarre Molzbichl war. Legendär war früher der Kirchtag in Matzelsdorf und Sappl, wobei der „weltliche“ Teil im Gasthof Dietrich stattfand. Der erste Gasthof im Ort war im heute nicht mehr existierenden alten Linder-Haus, das direkt an der Straße nach Obermillstatt lag.